# Площадь Свободы (Дербент)
Пло́щадь Свобо́ды — главная площадь Дербента, Республика Дагестан, Россия.
На площади проводятся различные мероприятия: праздники, митинги, акции, военные парады, флешмобы и т. д.
Площадь расположена в центре города. Рядом расположены здание городской администрации, Мемориальный дом-музей А. А. Бестужева-Марлинского, парк Свободы.
Площадь является пешеходной зоной, автомобильное движение по площади запрещено.

## История
На площади находился Собор Святого Георгия Победоносца, построенный в 1853 году по проекту князя Г. Г. Гагарина. В 1938 году Собор был уничтожен, ныне на его месте расположен памятник В. И. Ленину.
В мае 2020 года начата реконструкция площади.

## Реконструкция
Во время реконструкции центральной площади Дербента обнаружены фундамент собора Святого Георгия Победоносца, архитектурный комплекс с тандырами и помещениями XI-XII веков, а также клады с медными монетами.
По завершении раскопок обнаруженные на глубине около 2 м археологические комплексы будут законсервированы и музеефицированы, накрыты стеклянным настилом из триплекса. Сами находки будут экспонироваться в Дербентском историко-архитектурном и археологическом музее-заповеднике.
Благоустройство центральной площади Свободы планируется завершить в декабре 2022 года.